# 31 км (зупинний пункт, Придніпровська залізниця, Запорізька область)
31 км — залізничний пасажирський зупинний пункт Запорізької дирекції Придніпровської залізниці на неелектрифікованій лінії Комиш-Зоря — Верхній Токмак II між станціями Більманка (9 км) та Верхній Токмак II (9 км). Розташований поблизу села Зоря Бердянського району Запорізької області.
Станом на серпень 2019 року по зупинному пункту 31 км приміське сполучення відсутнє.